# Висландер, Хуго
Карл Хуго Висландер (швед. Karl Hugo Wieslander; 11 июня 1889, Лессебу, Крунуберг — 24 мая 1976, Бромма, Стокгольм) — шведский легкоатлет, чемпион летних Олимпийских игр 1912 года в Стокгольме в программе десятиборья, многократный победитель и призёр первенств национального значения в отдельных легкоатлетических дисциплинах.

## Биография
Хуго Висландер родился 11 июня 1889 года в коммуне Лессебу.
Занимался лёгкой атлетикой в Стокгольме в столичном одноимённом спортивном клубе IFK Stockholm.
Входил в число сильнейших шведских легкоатлетов с конца 1900-х годов, в частности четыре раза становился чемпионом Швеции по лёгкой атлетике в различных дисциплинах: в прыжках в высоту (1907), десятиборье (1909), пятиборье (1910, 1911). Неоднократно выигрывал серебряные и бронзовые медали национальных первенств.
Благодаря череде удачных выступлений в 1908 году вошёл в состав шведской национальной сборной и удостоился права защищать честь страны на летних Олимпийских играх в Лондоне. Стартовал здесь в пяти легкоатлетических дисциплинах, наилучший результат показал в метании копья свободным стилем, став в итоговом протоколе пятым.
Наибольшего успеха в своей спортивной карьере добился в сезоне 1912 года на домашних Олимпийских играх в Стокгольме. В пятиборье занял седьмое место, тогда как в программе десятиборья с результатом в 7724 очка изначально стал вторым, но годом позднее после дисквалификации победившего американца Джима Торпа, уличённого в выступлениях среди профессионалов, по решению Международного олимпийского комитета переместился в итоговом протоколе на первую позицию и был объявлен чемпионом. Впоследствии в 1982 году Торпа оправдали и восстановили в статусе олимпийского чемпиона, при этом Висландер так же сохранил за собой звание олимпийского чемпиона.
После завершения спортивной карьеры в 1913 году Хуго Висландер сдал государственный экзамен и затем работал в шведском картографическом агентстве.
Висландер, проигравший Торпу почти 700 очков, считал себя недостойным золотой олимпийской медали и хотел вернуть её американцу. В конечном счёте в 1951 году он передал медаль в музей Шведской школы спорта и здравоохранения в Стокгольме. В 1954 году медаль украли, и она оказалась навсегда утерянной.
Умер 24 мая 1976 года в Стокгольме в возрасте 86 лет.